# Sabrina Rómába megy
A Sabrina Rómába megy (eredeti címén Sabrina Goes to Rome) egész estés amerikai televíziós film.
Amerikában 1998. október 4-én mutatták be.

## Szereposztás
| Szereplő         | Színész           | Magyar hang  | Leírás |
| ---------------- | ----------------- | ------------ | ------ |
| Sabrina / Sophie | Melissa Joan Hart | Somlai Edina |        |
| Paul             | Eddie Mills       | ?            |        |
| Gwen             | Tara Strong       | ?            |        |
| Salem            | Nick Bakay        | ?            |        |
| Lorenzo          | Patrick Dreikauss | ?            |        |
| Travis           | James Fields      | ?            |        |